# Hans Bosshard (Journalist)

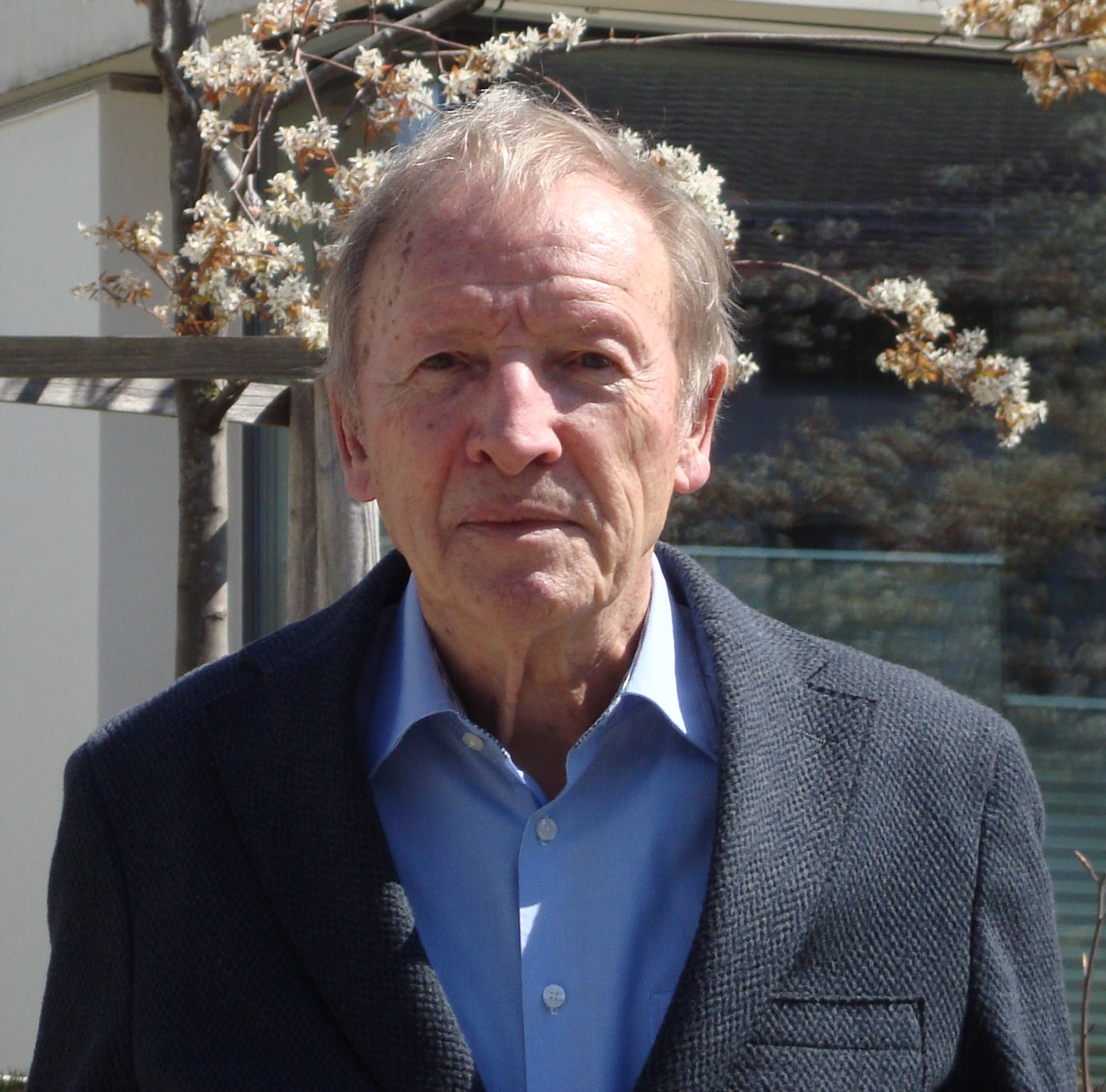
Hans Bosshard 2020

Hans Bosshard (* 7. Oktober 1935 in Aarau) ist ein Schweizer Journalist, Redaktor und Historiker.

## Leben und Ausbildung

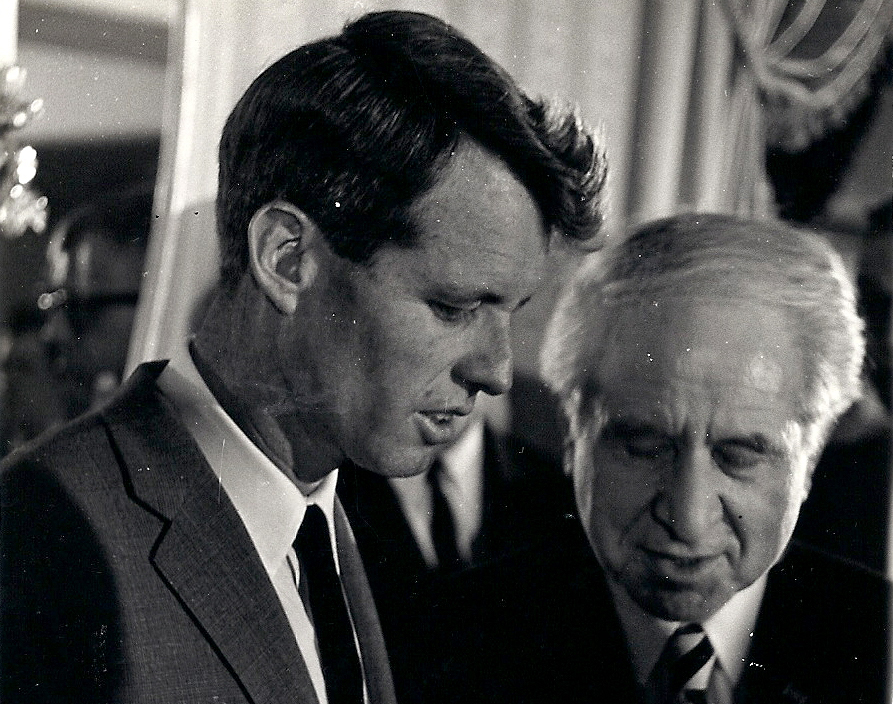
US-Justizminister Robert Kennedy, Wahlkampf-Tournee New York 1964. Foto: Hans Bosshard

Hans Bosshard ist in Amriswil, Kanton Thurgau, aufgewachsen. Nach seiner Schulzeit studierte er Anglistik, Germanistik und Geschichte an der Universität Zürich, wo er 1963 als Dr. phil. I promovierte und danach das Gymnasiallehrerpatent des Kantons Zürich erwarb. Er wohnt in Kilchberg ZH, ist mit Brigitte Wartenweiler verheiratet und ist Vater von zwei Töchtern.
Im Verlauf des Studiums lebte er ein Jahr lang im Rahmen eines Austauschprogramms zwischen den Universitäten Zürich und Aberdeen in Schottland. Zurück in Zürich betätigte er sich neben dem Studium als freier Journalist und als Redaktor bei zwei Nachrichtenagenturen und übernahm Stellvertretungen als Englisch- und Deutschlehrer an verschiedenen Mittelschulen.

## Berufliche Tätigkeit

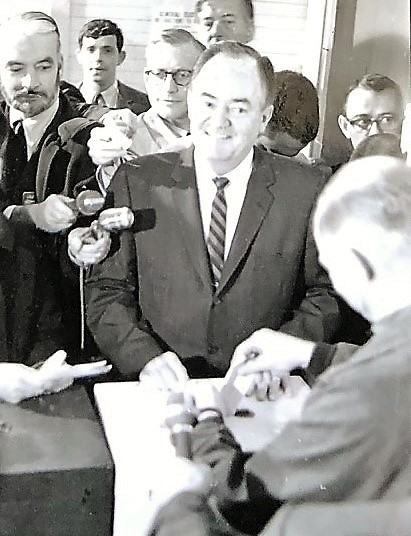
US-Vizepräsident Hubert Humphrey, Präsidentschaftswahl-Stimmabgabe Waverly, Minnesota 1964. Foto: Hans Bosshard

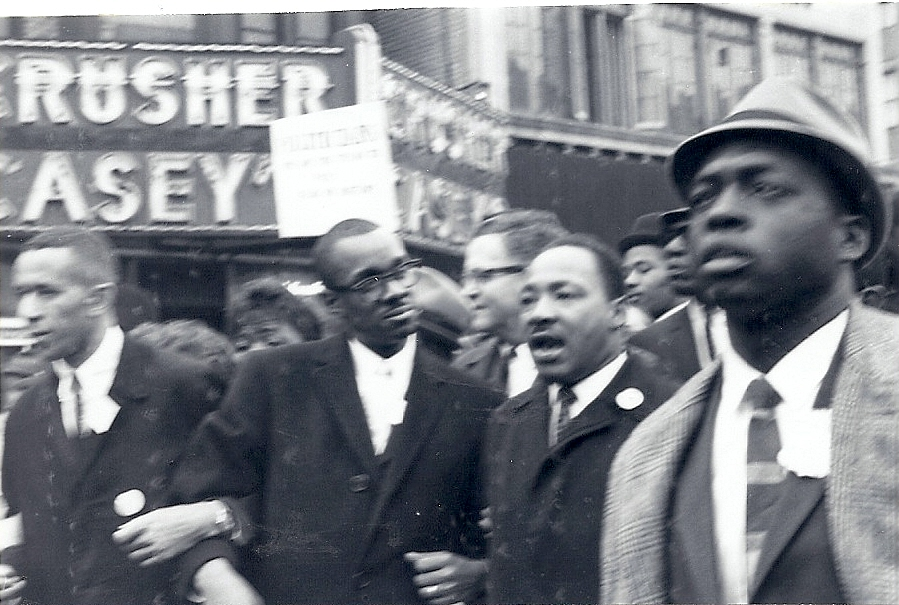
Martin Luther King an der Spitze der von ihm angeführten Massendemonstration in Boston vom 23. April 1965. Foto: Hans Bosshard.

Nach dem Studienabschluss wandte sich Hans Bosshard ganz dem Journalismus zu. Seine erste feste Stelle erhielt er bei der Auslandredaktion der Neuen Zürcher Zeitung (NZZ).
1964 bekam er ein Stipendium der amerikanischen Medienorganisation World Press Institute. Diese unabhängige Stiftung erlaubte 15 Journalisten aus der ganzen Welt einen einjährigen Aufenthalt in Amerika. Damit war Bosshard in der Lage, die amerikanischen Präsidentschaftswahlen von 1964 in direktem Kontakt mit führenden Politikern des Landes zu erleben. So verbrachte er ganze Tage mit Justizminister Robert F. Kennedy, Vizepräsident Hubert H. Humphrey und Präsidentschaftskandidat Barry Goldwater.
Im Rahmen des World Press Institute-Programms erhielt Bosshard die Möglichkeit, ein dreimonatiges Praktikum bei der damals weit verbreiteten, angesehenen Bostoner Zeitung Christian Science Monitor zu absolvieren, gerade zum Zeitpunkt, als Martin Luther King in Boston gewaltige Massen von Demonstranten bei einem Marsch durch die Stadt anführte und eine flammende Rede hielt. Als Anerkennung seiner Tätigkeit in Boston vermittelte die Chefredaktion des Monitors Bosshard eine persönliche Einladung ins Weisse Haus, im Moment als Präsident Lyndon B. Johnson die Manpower and Development Act 1965, einen wesentlichen Baustein seines «Kriegs gegen die Armut», unterzeichnete. Bei einer Fahrt durch den Süden des Landes führte Bosshard Interviews mit Martin Luther King ebenso wie mit dessen südstaatlichen Gegnern, vor allem Gouverneur George C. Wallace von Alabama.
Zurück in der Schweiz übernahm Bosshard 1965 die Stelle eines Auslandredaktors der Zürichsee-Zeitung, um darauf während dreissig Jahren als Chefredaktor der beiden Schweizer Ausgaben von Reader’s Digest, Das Beste (deutschsprachig) und Sélection (französisch), zu wirken.

## Ausserberufliche Aktivitäten
Von 1971 bis 1973 war Hans Bosshard Präsident des Zürcher Pressevereins, dann während sieben Jahren Mitglied der Kantonalen Kommission für das Publizistische Institut der Universität Zürich. Ab 1977 leitete er vier Jahre lang die Sektion Information und Kommunikation der Schweizerischen UNESCO-Kommission. Anschliessend wirkte er mit in der Schulkommission der Gemeinde Kilchberg. Von 1955 bis 1990 leistete er regelmässig Militärdienst bei der Schweizer Armee, zuletzt als Major im Armeestab.

## Publikationen der Berufsjahre (Auswahl)

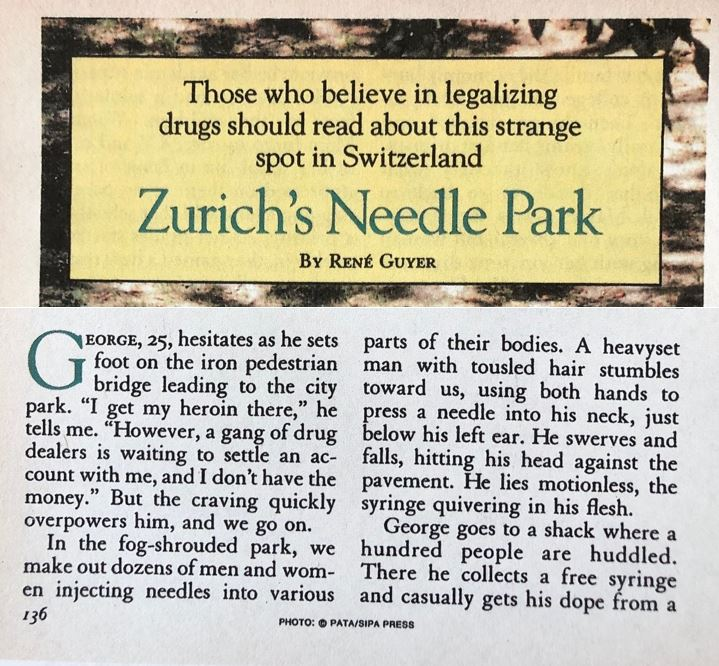
Artikel über Drogenszene auf Zürcher Platzspitz, erschienen im Oktober 1991 in amerikanischen Ausgabe von Reader’s Digest.

Während all den Jahren als Redaktor legte Hans Bosshard Gewicht auf das regelmässige Verfassen und Publizieren eigener Beiträge. Zu seinen bevorzugten Themen gehörten Umweltschutz, Demokratie, Rassenfragen und internationale Politik. Die grösste Beachtung und Wirkung erzielte der im Mai 1991 in «Das Beste» und «Sélection» unter dem Pseudonym René Guyer publizierte Artikel «Der Platzspitz – Zürichs Schandfleck». Unter dem Titel «Zurich’s Needle Park» erschien er im Oktober 1991 mit einer Auflage von 15 Millionen Exemplaren auch in der amerikanischen Ausgabe von Reader’s Digest. Mehrere internationale Ausgaben von England, Schweden bis Australien folgten. Weitere Artikel:
- Kein Platz mehr für Utopia, Zürcher Woche, 11. Mai 1962
- Sind bildnerische Erzeugnisse Geisteskranker ernstzunehmende Kunst?, Tages-Anzeiger, 28. August 1963
- Die Verschmutzung des Bodensees, Neue Zürcher Zeitung, 15. März 1964[4]
- Im Nervenzentrum des Strategic Air Command, Besuch der unterirdischen Zentrale bei Omaha, 22. Dezember 1964, Thurgauer Zeitung, 26. Februar 1965
- Indianer im Norden der Vereinigten Staaten, Probleme der sozialen und wirtschaftlichen Integration, Neue Zürcher Zeitung, 20. März 1965[5]
- Weltpolitischer Jahresrückblick: Expansionspolitik Chinas, Zürichsee-Zeitung, 30. Dezember 1965 und 30. Dezember 1966
- Rassenfragen in der internationalen Politik, Zürichsee-Zeitung, 11. November 1967
- Vietnam, Zürichsee-Zeitung, 1. April 1968
- Schutz für kostbaren Lebensraum, Gemeindeblatt Kilchberg, März 2004

## Historische Arbeiten (Auswahl)

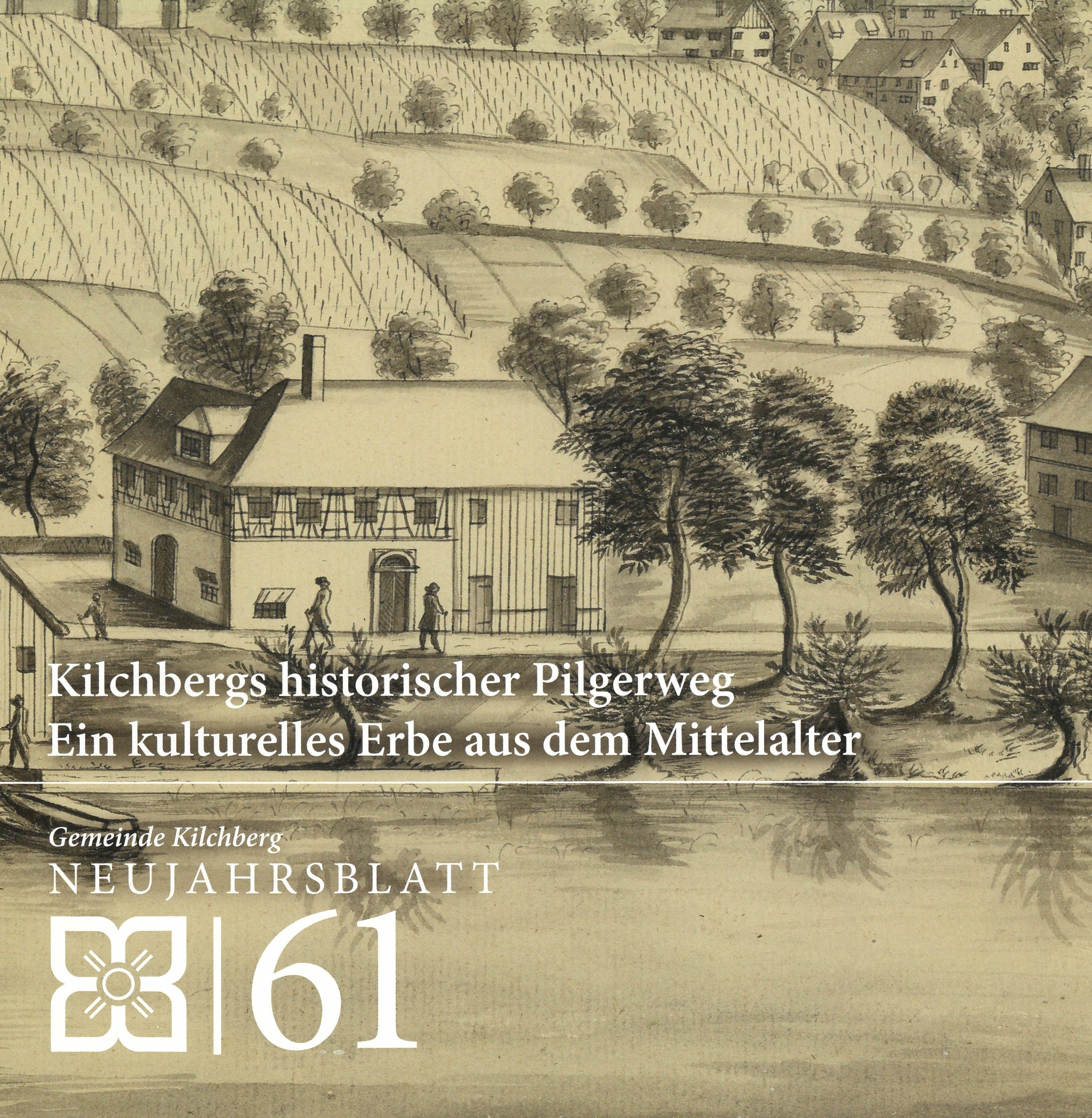
Der alte Pilgerweg durch Kilchberg, gezeichnet im Jahr 1771 von Johann Jakob Hofmann und wiedergegeben auf dem Umschlag des Neujahrsblatts 61 2019/2020 der Gemeinde Kilchberg

Nach seiner Pensionierung im Jahr 1997 widmete sich Hans Bosshard vorwiegend historischen Themen, besonders im regionalen und lokalen Bereich:
- Die Kilchberger «Sportschule Maag», ein internationales Unternehmen der Nationalsozialisten im Zweiten Weltkrieg, Neujahrsblatt 44 (2003) der Gemeinde Kilchberg, 2002[6][7]
- Der Welterfolg der Kilchberger «Schoggi», Neujahrsblatt 45 (2004) der Gemeinde Kilchberg, 2003[8]
- Der Friedhof Kilchberg, Informations-Broschüre der Gemeinde Kilchberg, 2003 und 2017[9]
- Kilchbergs Gemeindegrenzen – Wie sind sie entstanden?, Neujahrsblatt 46 (2005) der Gemeinde Kilchberg, 2004[10]
- 100 Jahre Quellwasser aus Rothenturm, Wasserversorgung Horgen, Thalwil, Rüschlikon und Kilchberg (HTRK), 2005[11]
- Das Wahrzeichen von Wollishofen in neuem Glanz – Die renovierte Kirche St. Franziskus, Römisch-katholische Kirchgemeinde Zürich-St. Franziskus, 2005
- 100 Jahre Sanitas, Vom Privatkrankenhaus in Zürich zum regionalen Spital und Gesundheitszentrum in Kilchberg, Stiftung Krankenhaus Sanitas, Kilchberg, 2005[12]
- Kilchberg grüsst Kilchberg, Kilchberger Gemeindeblatt «Kilchberger», Mai 2006[13]
- Kilchbergs Schule – gestern, heute und morgen, Neujahrsblatt 49 (2008) der Gemeinde Kilchberg, 2007[14]
- 80 Jahre Forbo, Von der Continentalen Linoleum-Union zum globalen Forbo-Konzern, Forbo Holding AG, Baar / 80 Years of Forbo, From the Continentale Linoleum-Union to the global Forbo Group, Forbo Holding Ltd, Baar, 2008
- Otto, Dekan von Kilchberg, Neujahrsblatt 51 (2010) der Gemeinde Kilchberg, 2009[15][16]
- Der Zürcher Kirchenrat plant einen radikalen Umbau der Landeskirche, Kilchberger Gemeindeblatt, 9. Jahrgang, Nummer 9 (2016), S. 6–7
- Als Pfarrer Scheller sein Schellergut baute, Kilchberger Gemeindeblatt, 12. Jahrgang, Nummer 3 (März 2019), S. 25
- Haus mit faszinierender Geschichte: die Helferei, Kilchberger Gemeindeblatt, 12. Jahrgang, Nummer 5 (Mai 2019), S. 21
- Kilchbergs historischer Pilgerweg – Ein kulturelles Erbe aus dem Mittelalter, Neujahrsblatt 61 (2020) der Gemeinde Kilchberg, 2019[17]